# USA-212
USA-212 là chuyến bay đầu tiên của Boeing X-37B Orbital Test Vehicle 1 (X-37B OTV-1), một tàu không gian robot không người lái Hoa Kỳ. Nó đã được phóng lên bằng một tên lửa Atlas V từ Cape Canaveral vào ngày 22 Tháng Tư 2010, và hoạt động trong quỹ đạo Trái Đất thấp. Dự án này là một phần của loạt USA.
Tàu không gian này được điều hành bởi Không quân Hoa Kỳ, đã không tiết lộ danh tính cụ thể của các trọng tải của tàu vũ trụ. Không quân đã có tuyên bố duy nhất rằng tàu không gian này "sẽ thực hiện các thí nghiệm khác nhau và cho phép các cảm biến vệ tinh, các hệ thống con, các thành phần, và công nghệ liên quan được vận chuyển vào không gian và trở lại.
USA-212 đã được phóng bằng một tên lửa Atlas 501 V, đuôi số AV-012, từ Tổ hợp phóng tàu không gian 41 tại Căn cứ không quân Cape Canaveral ở Florida  Lần phóng này, được thực hiện bởi United Launch Alliance,. diễn ra vào lúc 23h52 UTC ngày 22 tháng 4 năm 2010, đưa tàunày vào quỹ đạo Trái Đất thấp để thử nghiệm.